# Mazzino Montinari
Mazzino Montinari   (Lucca, 4 d'abril de 1928 - Florència, 24 de novembre de 1986) va ser un professor de filosofia italià, especialitzat en germanística. És conegut per l'edició contemporània de l'obra Friedrich Nietzsche, realitzada amb Giorgio Colli, que va suposar el «renaixement de Nietzsche».

## Trajectòria
Un cop derrotat el feixisme, Montinari va militar al Partit Comunista Italià on va ser responsable de la traducció d'escrits de l'alemany. Més endavant, arran de la insurrecció de Berlín de 1953, i de la insurrecció hongaresa de 1956, va abandonar el partit el 1958, va mantenir amistat amb dissidents de l'Est, i es va instal·lar a Florència treballant en tasques editorials.
Després de la caiguda del feixisme a Itàlia, Montinari va començar a interessar-se per la recuperació i edició d'escrits alemanys. A partir de 1953 va poder visitar assíduament la República Democràtica Alemanya a la recerca de manuscrits. Concretament, després de la seva estada a Weimar, on va estudiar arxius i manuscrits, va fer l'edició més important —amb el seu mestre i amic Giorgio Colli, al que va sobreviure— de les obres de Friedrich Nietzsche en la segona meitat del segle xx. Es tracta de la versió de centenars d'inèdits, amb una ordenació rigorosa i una seriosa anotació que ha estat tinguda en compte en tots els països des de llavors.

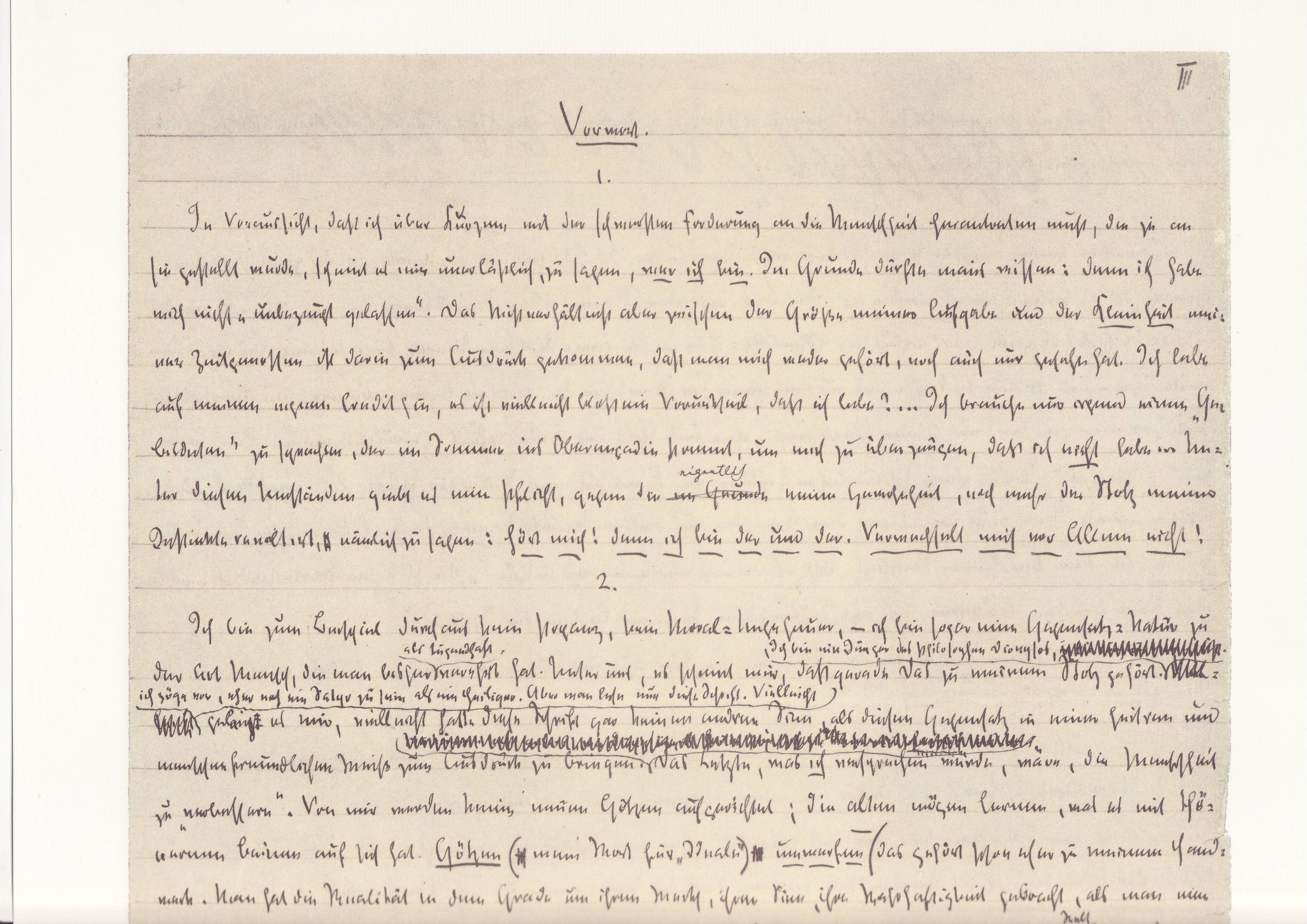
Primer pàgina manuscrita dEcce homo

Va aparèixer tant en italià, publicada per l'editorial Adelphi, com en francès, per Éditions Gallimard (Œuvres philosophiques complètes, 1968 et seq.), en alemany, per Walter de Gruyter (Werke, Kritische Gesamtausgabe, 1967 et seq.) i en holandès, per Sun, traduïts d'acord amb la seva versió i interpretació italiana. L'edició de referència de les obres de Nietzsche en castellà durant anys, feta per Andrés Sánchez Pascual per a Alianza Editorial, va ser clarament deutora del seu treball. En l'actualitat, es poden trobar les Obras completas i els Fragmentos póstumos establerts per Giorgio Colli i Mazzino Montinari a l'editorial Tecnos, en una edició dirigida per Diego Sánchez Meca. Aquesta edició se la coneix per Colli-Montinari, i va ser determinant en la recuperació estrangera de Nietzsche després de la Segona Guerra Mundial, amb importants contribucions en la seva interpretació de Georges Bataille, Michel Foucault, Gilles Deleuze, Jacques Derrida, Gianni Vattimo i el propi Giorgio Colli. Per la seva banda, els articles de Colli, que a més en va escriure els pròlegs, han donat pes teòric a les lectures parcials sobre l'autor i sobre la història de la filosofia (de vegades, presentades per Montinari).
La difícil escriptura de Nietzsche va ser desxifrada per Montinari en un exercici filològic magistral. D'altra banda, ell va poder comprovar i denunciar que el llibre La voluntat de poder era una mistificació, basada en l'obra pòstuma però amb interpolacions i desviacions teòriques, dutes a terme per la germana de l'autor, propera al nazisme i manipuladora del seu llegat. Ho va demostrar en el seu escrit «La volonté de puissance» n'existe pas.
El 1972, Montinari juntament amb altres persones, va fundar la revista internacional Nietzsche-Studien, en la qual va escriure fins a la seva mort. El 1985 l'Acadèmia Alemanya de la Llengua i la Literatura va concedir-li el Premi Friedrich-Gundolf.

## Obra publicada
- Che cosa ha veramente detto Nietzsche, di Mazzino Montinari, Roma, Ubaldini, 1975 ISBN 883400339X, 9788834003398
  - Lo que dijo Nietzsche (Traducció al castellà a cura de G. Campioni), Ediciones Salamandra, Barcelona, 2003
- Su Nietzsche, di Mazzino Montinari, Roma, Editori Riuniti, 1981 ISBN 8835922909, 9788835922902
- Nietzsche lesen. de Gruyter, Berlin & New York 1982. ISBN 3-11-008667-0 (Sammlung von Aufsätzen zu unterschiedlichen Themen der Nietzsche-Forschung.)